# إيلي روث
إيلي روث ممثل وكاتب ومخرج أمريكي، عضو في رابطة الـ Splat Pack وهم مجموعة من السينمائيين الذين يركزون في أعمالهم على نوعية واحدة من الأفلام هي الرعب، وهو الصنف السينمائي الذي قدم فيه روث مجموعة من أشهر أفلام الألفية مثل «حمى المقصورة (فيلم 2002)» وثنائية «نُزل مشتركة» إضافة إلى التريلر المزيّف ضمن ثنائية كوينتن تارنيتينو وروبيرت رودريجرز «جريند هاوس». يقوم بالتمثيل باعتباره هواية، فيقدم أدواراً صغيرة في الأفلام التي يقوم بإخراجها، ولكن مشاركته في رائعة المخرج كوينتن تارنتينو أوغاد مجهولون Inglourious Basterds لفتت إليه الأنظار كممثل بعد المديح النقدي والجماهيري الذي ناله، وإن كان مازال يصرح حتى الآن أن الإخراج هو مهنته الأساسية.

## الأفلام
- الجحيم الأخضر

اوغاد مجهولون

## روابط خارجية
- إيلي روث على موقع IMDb (الإنجليزية)
- إيلي روث على موقع روتن توميتوز (الإنجليزية)
- إيلي روث على موقع ألو سيني (الفرنسية)
- إيلي روث على موقع ميوزك برينز (الإنجليزية)
- إيلي روث على موقع أول موفي (الإنجليزية)
- إيلي روث على موقع بوكس أوفيس موجو (الإنجليزية)
- إيلي روث على موقع قاعدة بيانات الأفلام السويدية (السويدية)
- إيلي روث على موقع إن إن دي بي (الإنجليزية)
- إيلي روث على موقع ديسكوغز (الإنجليزية)
- إيلي روث على موقع قاعدة بيانات الفيلم (الإنجليزية)